# Pulnoy
Pulnoy é uma comuna francesa na região administrativa de Grande Leste, no departamento de Meurthe-et-Moselle. Estende-se por uma área de 3,74 km². Em 2010 a comuna tinha 5 081 habitantes (densidade: 1 358,6 hab./km²).